# Книга кагала
Кни́га кага́ла — книга Якова Брафмана, принявшего православие выходца из семьи раввина. Первое издание вышло в 1869 году.
Получила известность после выхода в свет, способствовала росту антисемитского движения. Стала главным источником знаний о евреях для дореволюционного русского общества. В постсоветский период используется «национал-патриотами».

## Содержание
В первом издании книги был напечатан русский перевод 285 кагальных актов, относящихся к 1794—1803 годам, и на основании их автор доказывал, что Кагал фактически продолжает существовать и, опираясь на бесдин (раввинский суд), представляет собою государство в государстве, «талмудически-муниципальную республику», с организованной системой угнетения личности общиной, корпоративной эксплуатацией христианского населения и упорной отчуждённостью от всего нееврейского.
В 1875 году в Санкт-Петербурге вышло второе издание книги, дополненное, в виде двухтомника. Первый том содержал подробное введение в публикуемые материалы, дающее освещение собранному материалу и общие выводы из него, а второй — 1055 судебных актов и решений минской общины.
Сами кагальные постановления, использованные Брафманом, следует считать подлинными и исторически достоверными. Но, по мнению критиков, во многих местах выводы Брафмана или основаны на непонимании текста и на незнании формул еврейского права, или на неправильном переводе, полностью искажающем истинный смысл актов.
Так, сотрудники Брафмана по переводу этих актов, из воспитанников Виленского раввинского училища, печатно засвидетельствовали (в «Новом Времени», «Дне» и «Деятельности», 1870), что при переводе допущены были урезки, дополнения и искажения, а еврейские писатели (Шерешевский, «О книге К.», СПб., 1872; Зейберлинг, «Против книги К. Брафмана», Вена, 1882; Моргулис, «Вопрос еврейской жизни», СПб., 1889) доказывали, что в своих комментариях к кагальным актам, со ссылкою на еврейские юридические книги, Брафман обнаружил незнание древнееврейского языка.
Третье издание книги, вышедшее в Санкт-Петербурге в 1882 году, на тот момент создало автору громкое имя «первого научного исследователя» еврейского вопроса и было переведено на французский и польский, а в извлечении — на немецкий и английский языки.

## Влияние
Книга сразу приобрела широкую известность, встретила в административных и русских общественных кругах полное доверие и была разослана по присутственным местам всей России. Наряду с администрацией Брафман приобрёл авторитет также в прессе, и значительно способствовал росту антисемитского движения: антисемиты ссылались на его книги, как на серьёзный, достоверный источник.
С. Е. Резник о книге (1999) отмечал, что «Книга кагала» неоднократно переиздавалась, её обсуждали в печати, она стала главным источником знаний о евреях для русского общества. Книга Брафмана повлияла на жителей России и опосредованно, в том числе через известную статью Фёдора Достоевского «К еврейскому вопросу», «из которой видно, что автор читал Брафмана и с доверием относился к его россказням».
Резник писал, что Книга была почти забыта в советское время, однако в постсоветский период её взяли на вооружение «национал-патриоты».

## Оценки
Поэт-славянофил Иван Аксаков утверждал (1881), что Брафман разоблачил евреев, по его словам, составляющих в черте оседлости «государство в государстве», центр которого расположен не в России, его верховным правительством является «Всемирный еврейский союз» в Париже. «…руками самой русской власти, помощью её принудительной внешней силы, страхом русских же уголовных законов упрочивали евреи своё национально-государственное здание, устанавливали свою власть над христианами, утверждали свою стачку, свою систему эксплуатации русского населения, свою систему обманов!».
Профессор-семитолог, член Императорской Академии наук Даниил Хвольсон писал: «Как бы ни был добросовестен и правдив защитник евреев — его не хотят слушать: слова его остаются гласом вопиющего в пустыне. Напротив, наиболее лживому и недобросовестному обвинителю — все рукоплещут. Книгу Брафмана „О кагале“ у нас все читали, а об основательном и веском на неё возражении г. Шершевского никто и не слыхал». Шершевский, в частности, писал (1872), что многие документы приведённые Брафманом вызывают сомнения, например, в них есть явно некорректные числа, подписи лиц, которые не могли их подписывать и так далее.
Британский историк Джон Клиер писал, что «Книга кагала» внесла свой вклад в развитие мифического образа еврея как религиозного фанатика, эксплуататора и заговорщика.

## Издания
1. 1869 г. Первоначальное издание с подзаголовком «Материалы для изучения еврейского быта». Напечатана за государственный счёт «Печатней Виленского губернского правления» г. Вильно. Содержит 285 судебных актов и решений минской общины;
2. 1875 г. Второе издание, дополненное, вышло в виде двухтомника. Первый том содержал подробное введение в публикуемые материалы, второй — 1055 судебных актов и решений минской общины. Издательство СПб;
3. 1888 г. Третье издание под редакцией Александра Брафмана сына автора с подзаголовком «Всемирный еврейский вопрос». Издательство СПб;
4. 2005 г. Напечатана издательством МАУП тиражом 3000 экземпляров. ISBN 966-608-394-9.